# Rengöringsstation

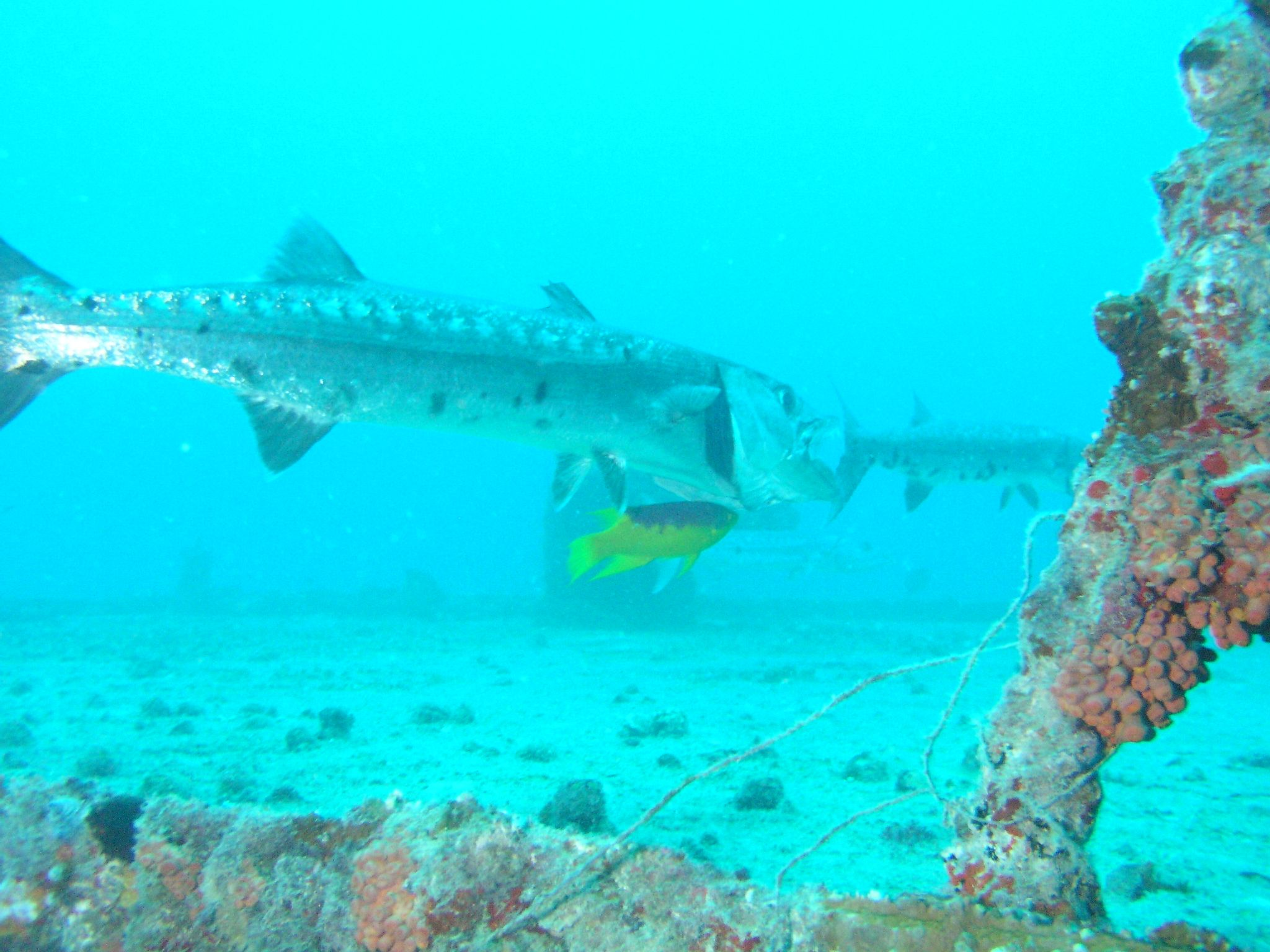
Barracudor vid rengöringsstation

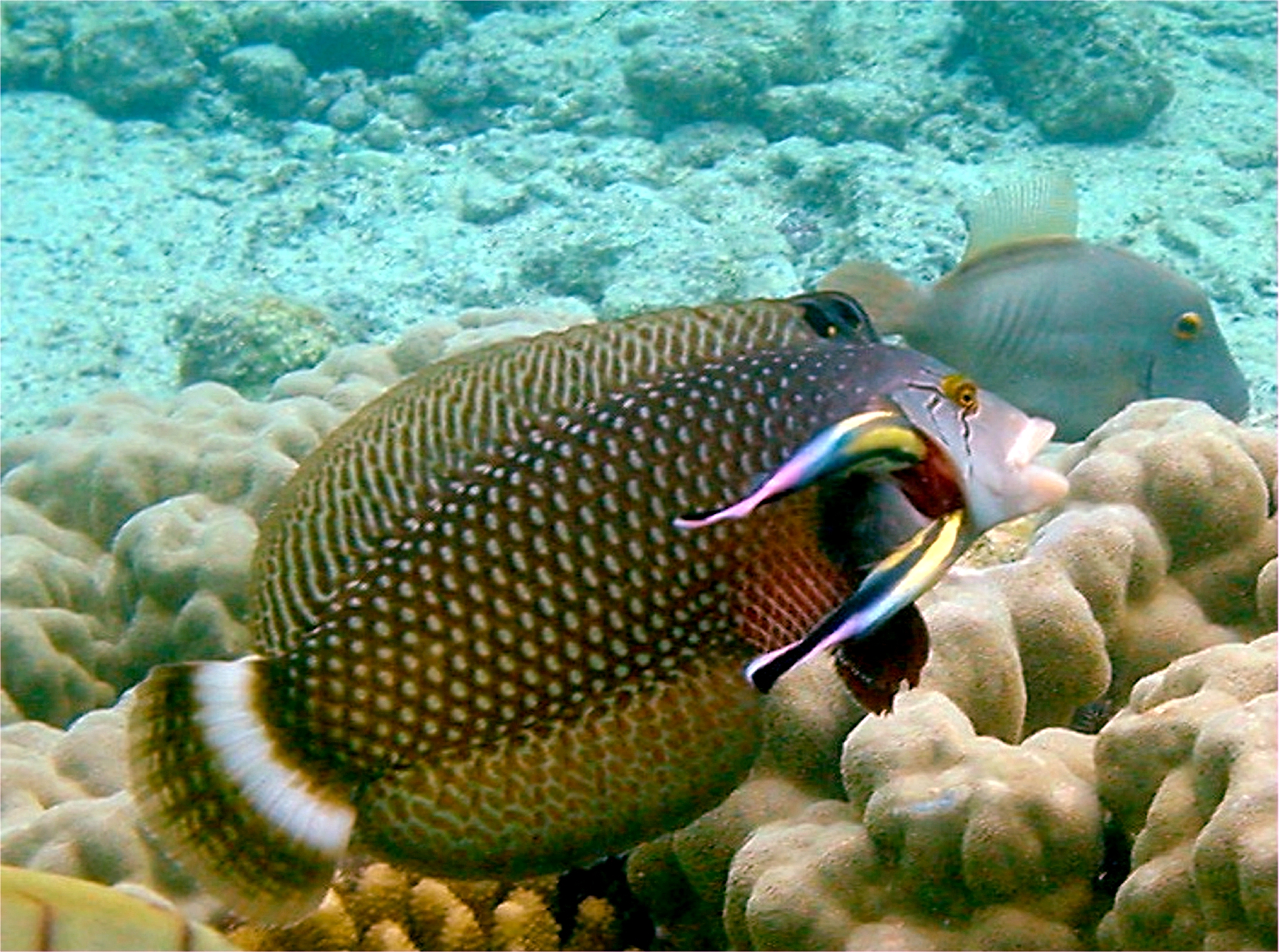
En fisk får gälarna rengjorda

En rengöringsstation är en plats där fisk och andra marina djur samlas för att bli rengjorda.
Rengöringsprocessen involverar att parasiter tas bort från djurets kropp (både på utsidan och insidan), och kan utföras av flera olika typer av djur (till exempel putsarräkan och flera olika arter av fisk, speciellt läppfiskar och smörbultar).
När fisk närmar sig rengöringsstationen intar de en "onaturlig" kroppsställning för att visa rengöringsfisken att de inte är ute för att äta den. Detta kan vara att peka åt ett konstigt håll och/eller att gapa stort med munnen. Rengöringsfisken kommer då att äta parasiterna som finns på fiskens hud. Den simmar sedan in i munnen och gälarna för att fortsätta rengöringen där.